# جومل أوكوكو
جومل أوكوكو (بالفرنسية: Jumelle Okoko)‏ مواليد 26 ديسمبر 1984، هي لاعبة كرة يد كونغولية تلعب كظهير أيمن. مثلت منتخب جمهورية الكونغو الديمقراطية لكرة اليد للسيدات.

## سجل المنافسة
شاركت في البطولات التالية:
- بطولة العالم لكرة اليد للسيدات 2013
- بطولة العالم لكرة اليد للسيدات 2015